# 10351 Seiichisato
10351 Seiichisato este un asteroid din centura principală, descoperit pe 23 septembrie 1992, de Kin Endate și Kazuo Watanabe.